# Cremastocheilus congener
Cremastocheilus congener är en skalbaggsart som beskrevs av Thomas Casey 1915. Cremastocheilus congener ingår i släktet Cremastocheilus och familjen Cetoniidae. Inga underarter finns listade i Catalogue of Life.